# Поєзерце
Поєзерце (пол. Pojezierce, нім. Bobanden) — село в Польщі, у гміні Мілаково Острудського повіту Вармінсько-Мазурського воєводства.
У 1975-1998 роках село належало до Ольштинського воєводства.